# NGC 6424
NGC 6424 је елиптична галаксија у сазвежђу Змај која се налази на NGC листи објеката дубоког неба.
Деклинација објекта је + 69° 59' 22" а ректасцензија 17h 36m 12,0s. Привидна величина (магнитуда) објекта NGC 6424 износи 14,1 а фотографска магнитуда 15,1. NGC 6424 је још познат и под ознакама UGC 10932, MCG 12-17-1, CGCG 340-11, NPM1G +70.0177, PGC 60552.